# Dones a Xile
La vida, els rols i els drets de les dones a Xile han experimentat molts canvis al llarg del temps. Els rols socials de les dones xilenes han estat històricament afectats pels rols de gènere tradicionals i una cultura patriarcal, però al llarg del segle xx, les dones es van implicar cada vegada més en la política i les protestes, cosa que va donar lloc a les disposicions de la constitució per mantenir la igualtat entre homes i dones i prohibir la discriminació sexual.
El nivell educatiu de les dones, la participació de la mà d'obra i els drets han millorat, sobretot des que Xile va tornar a la democràcia el 1990. Xile va legalitzar el divorci el 2004 i també és un dels pocs països que ha triat una dona presidenta. No obstant això, les dones xilenes encara s'enfronten a molts desafiaments econòmics i polítics, com ara la disparitat d'ingressos, taxes elevades de violència domèstica i rols de gènere persistents.

## La història de la dona xilena
Les dones van rebre el dret de vot el 1931 i el 1949, durant l'era presidencial de Xile. També durant l’època, milers de dones van protestar contra el president socialista Salvador Allende a la Marxa de les olles i cassoles buides.
Mentre estaven sota el règim autoritari d'Augusto Pinochet, les dones també van participar en las protestas, protestes contra el plebiscit de Pinochet en què les dones van votar «NO». Durant l'època de Xile sota el dictador Pinochet, l'estat dels drets legals de les dones va quedar darrere de la major part d'Amèrica Llatina, tot i que Xile tenia una de les economies més fortes d'Amèrica del Sud.
Xile va tornar a la democràcia el 1990, provocant canvis en la vida i els rols de les dones dins de la societat. Des del retorn a la democràcia, el govern de Xile ha invertit més recursos polítics i econòmics per ampliar els programes de benestar social que abans. El partit polític Concertación ha estat al poder des del final de la dictadura de Pinochet i, des del 2006 fins al 2010, Michelle Bachelet del partit va ser la primera dona presidenta de Xile.

### La dona en la societat

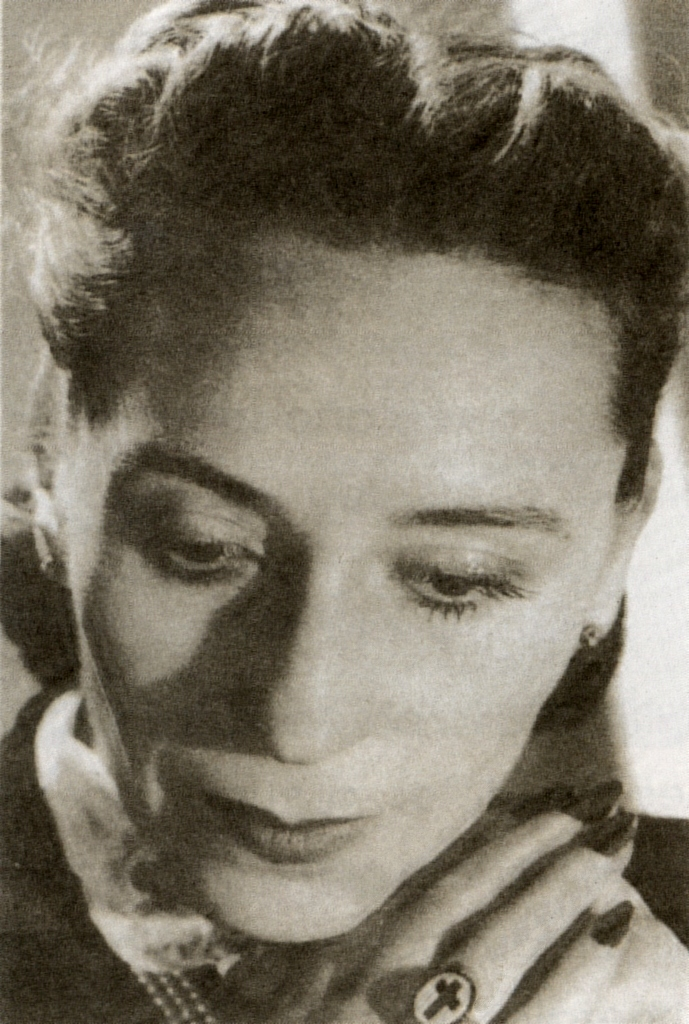
María de la Cruz, (1912-1995), activista política xilena pel sufragi femení, periodista, escriptora i comentarista política. El 1953 es va convertir en la primera dona elegida al Senat xilè

Xile ha estat descrit com un dels països més socialment conservadors d'Amèrica Llatina. En comparació amb els Estats Units d'Amèrica, Xile no va comptar amb tantes feministes entre la seva evolució de la intrusió de les dones a l'esfera política. Les dones xilenes estimaven el catolicisme com els seus ritus de pas, que van iniciar moviments de dones en oposició a l'erupció del partit polític liberal al govern xilè. L'entorn tradicionalment domèstic al qual les dones estaven acostumades es feia servir com a raonament patriarcal per a la restricció dels vots de les dones per part de les dones. No obstant això, les conviccions religioses xilenes com a devotes catòliques van iniciar el seu desig de votar en contra del ferm partit anticlerical liberal.
El 1875, Domitila Silva y Lepe, vídua d'un exgovernador provincial, va llegir els requisits necessaris per a que «tots els xilens adults tinguessin el dret a vot» i va ser la primera dona a votar. Altres dones xilenes elitistes van seguir la seva audaç iniciativa, cosa que va provocar que el partit liberal anticlerical del Congrés aprovés una llei que negava el dret de vot a les dones. Malgrat aquest retrocés, la Domtilia Silva i altres dones d'elit van expressar la seva posició religiosa al partit conservador. El partit conservador era favorable a les dones perquè sabien que el seu suport influiria en la dominació del partit conservador en la política.
El 1912 va començar a esclatar el «socialcatolicisme». Amalia Errazuriz de Subercaseaux dirigia el socialcatolicisme, organització femenina de classe obrera de dones de la classe treballadora. Va introduir la Liga de Damas Chilenas (Lliga de Dames Xilenes) entre altres 450 dones de classe mitjana-alta amb la intenció de «protegir i defensar els interessos de les dones que es guanyaven la vida sense atacar els principis d'ordre i autoritat». Després d'aquesta organització, moltes altres dones d'elit van crear institucions de dones de construcció social. Amanda Labarca també era elitista, però no estava d’acord amb la privilegiada subjecció femenina de les dones de la classe treballadora i fundà el Club de Lectura de Dones. Va creure que les dones haurien d’estar educades, independentment del seu estat socioeconòmic, per tenir un paper més influent en la societat.

### Els rols de gènere
Les creences tradicionals sobre el rol de gènere són prevalents a la societat xilena, específicament les idees que «les dones haurien de centrar-se en la maternitat i ser submises als homes». Un estudi del 2010 del Programa de les Nacions Unides per al Desenvolupament (PNUD) va informar que el 62% dels xilens s'oposen a la plena igualtat de gènere. Molts dels enquestats van expressar la creença que les dones haurien de limitar-se als rols tradicionals de mare i dona. No obstant això, l'Informe Mundial sobre el Desenvolupament del 2012 estableix que les actituds masculines envers la igualtat de gènere són que «els homes no perden quan es promouen els drets de les dones».

### La maternitat
El catolicisme es concreta íntegrament entre les identitats familiars xilenes. La Mare de Déu és l'exemple idolatrat de la maternitat. Els seus actes purs i sacrificis han de ser encarnats per mares xilenes. Tradicionalment, se suposa que les dones són les coneixedores de la resistència de la Mare de Déu. La importància bíblica es mostra a través del govern tradicional de Xile. A principis de la dècada del 1900, els exemples de gènere del catolicisme foren plasmats pel govern patriarcal i el sufragi de les dones. Les dones eren confinades a la llar.
A finals de la dècada del 1940, la primera dama Rosa Markmann de González Videla va acceptar els problemes de les dones com a reconeixement als Centres de Mares, on les dones tenien accés a recursos per complir el seu paper de mestresses de la llar, i va animar les dones com a consumidores a lluitar contra els elevats costos de vida i augmentar el seu interès en participar en altres vies de la vida pública al país, com ara la participació política i laboral. Els esforços de la Primera Dama per defensar l'evolució de la reforma de les dones van conduir a les tècniques modernes de la reforma de les dones.
A la dècada del 1960, les campanyes per al demòcrata cristià Eduardo Frei Montalva posaven èmfasi en les dones i en les qüestions de les dones. El vot s'havia convertit en obligatori per a tots els xilens i va ser la primera vegada en la història que el registre de votants femenines va passar del 35% al 75%. El canvi democràtic de govern cristià va obrir l'accés de les dones al control de la natalitat. No obstant això, l'èmfasi del govern en la modernització de les institucions femenines i els problemes subjacents de la jerarquia de gènere, va deixar de banda les dones en situació de pobresa. Hi va haver restriccions a les institucions de dones, als Centres de Mares i a la maternitat a les menors de 18 anys. Per paralitzar estructuralment les dones xilenes, la Primera Dama Maria Ruiz Tagle de Frei va supervisar el «bon funcionament» de les organitzacions feministes. Es va crear l’Organització Central per a les Mares (CEMA) com una estructura formal per assessorar les mares xilenes desfavorides.
Carmen Gloria Aguayo va revolucionar els Centres de Mares durant el període de conflicte entre canvi i tradició durant la campanya demòcrata cristiana. Aguayo també va dirigir els departaments de dones del partit entre 48 homes i va reflectir la direcció política de les iniciatives: polítiques de protecció de la família, defensa dels drets de les dones al treball, a la baixa de maternitat, a una remuneració i una ocupació equitativa, una nova oportunitat de formació i aprenentatge al departament promès per a estudis laborals femenins. Com que el benestar familiar es considerava important dins de la societat xilena, les mares han servit com a representació política per tenir veu al govern.

## Drets legals
Actualment, les dones tenen molts dels mateixos drets que els homes. El Servei Nacional de la Dona (Servicio Nacional de la Mujer, SERNAM) s'encarrega de protegir els drets legals de les dones al sector públic.

### Matrimoni
Fins fa poc, les dones perdien el dret a gestionar els seus propis béns un cop casades, i els marits rebien tota la riquesa, però aquesta llei ha canviat i les dones ja poden administrar els seus propis béns. Una parella també pot signar un acord legal abans del matrimoni per a que tots els béns continuïn sent propietat de qui els va portar al matrimoni.
El Codi Civil de Xile anteriorment exigia que les dones havien de conviure i ser fidels i obedients als seus marits, però ja no està en la llei. Una dona casada no pot ser cap de família o cap de la llar de la mateixa manera que un home; no obstant això, les dones casades no estan obligades per llei a obeir els seus marits.

### Divorci
Xile va legalitzar el divorci el 2004 i va anul·lar un codi legal de 1884. La llei que legalitza el divorci és la Nova Llei del Matrimoni Civil, que es va introduir per primera vegada com a projecte de llei el 1995. Ja hi havia hagut anteriors projectes de llei de divorci, però aquest va assolir assegurar-se el suport liberal i conservador suficient per aprovar-lo.
Com que el divorci és legal, hi ha quatre estats matrimonials a Xile: casat/casada, separat/separada, divorciat/divorciada i vidu/vídua. Només els estats de divorci i de vídua permeten un nou matrimoni. Abans de la legalització del divorci, l’única manera d’abandonar el matrimoni era obtenir una anul·lació civil que només s'atorgaria comunicant al registrador civil que el cònjuge havia mentit d’alguna manera pel que fa a la llicència matrimonial, anul·lant així el contracte matrimonial.

### Propietat
En el matrimoni, hi ha tres tipus d'actius: els del marit, els de l'esposa i els béns comuns que pertanyen a tots dos. Les terres i les cases d’un matrimoni continuen sent propietat de qui les va portar al matrimoni, però per vendre-les, tant el marit com la dona han de signar. En cas de divorci, tant l’home com la dona tenen dret a la propietat de la casa matrimonial. En el cas de la defunció d’un cònjuge, el cònjuge supervivent, independentment del gènere, té els mateixos drets d’herència al domicili matrimonial. Si no hi ha testament quan el marit mor, es dona a la dona una categoria igual que els fills per herència. Abans del matrimoni, una parella pot signar un document legal que separi tots els béns perquè la dona i l’home administrin cadascun d’ells; en aquest cas, el marit no pot controlar els béns de la seva dona.
Si les dones treballen fora de casa independentment dels seus marits, adquireixen béns personals i poden demostrar que han obtingut aquests béns a través del seu treball independent, aquestes dones treballadores poden acumular aquests béns com a propis, incapaços de ser tocats pels marits.
Els fills i filles tenen els mateixos drets d’herència dels béns mobles (propietats personals) i immobles dels seus pares. Els homes i les dones solters tenen els mateixos drets de propietat sobre béns mobles i immobles.
A les zones rurals de Xile, l’herència és la forma principal d’adquirir la terra tant per homes com per dones, tant si la terra té o no títols de propietat. De vegades, les dones no poden reclamar la seva herència a la terra sense títols perquè el cost dels documents legals és massa elevat.

### Sufragi femení
A les dones se’ls va concedir el dret de vot a les eleccions municipals del 1931, i van obtenir el dret a vot a les eleccions nacionals del 8 de gener de 1949, cosa que va resultar en la seva capacitat de vot en les mateixes condicions iguals que els homes i va augmentar la participació de les dones en la política.

### Legislació familiar
Tant els homes com les dones xilenes tenen dret a un subsidi familiar si tenen fills a càrrec de menors de divuit anys (o vint-i-quatre si estan escolaritzats). Hi ha diferències en els requisits de dret per al subsidi familiar relacionat amb el cònjuge, ja que un home compleix els requisits per obtenir un subsidi familiar si té una dona a càrrec, però una dona només té dret a un subsidi familiar si el seu marit està discapacitat. Fins a una reforma de les lleis de paternitat el 1998, els fills nascuts fora del matrimoni tenien menys dret al suport financer i a l'herència dels pares que els fills nascuts dins del matrimoni. El 2007 es va aprovar un projecte de llei per donar a les mares accés directe als pagaments de manutenció infantil.
Les mares que treballen amb un estatus socioeconòmic baix i que acrediten un contracte de treball i una jornada laboral, reben atenció infantil subvencionada mitjançant la legislació aprovada el 1994. Aquest sistema exclou: dones amb ingressos familiars massa elevats, dones a l'atur, dones que treballen al sector informal, i dones les feines de les quals no estan contractades. Xile ofereix un permís de maternitat remunerat a les dones que treballen en el sector formal, pagant el 100% del seu salari durant el permís, i també permet a les dones una pausa d’alimentació d’una hora cada dia fins que el nen compleixi els dos anys. Les treballadores no vinculades al mercat formal i sense contracte de treball no reben permís de maternitat remunerat.
La baixa de maternitat postnatal és ara de sis mesos en lloc dels tres anteriors.

## Educació

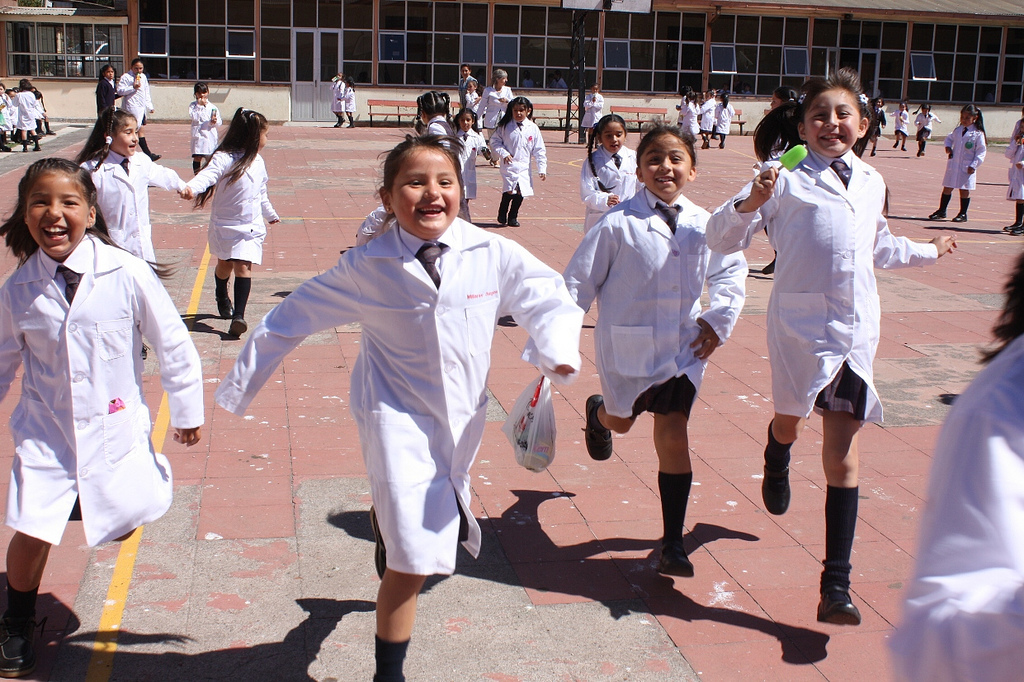
Noies xilenes corrent al pati de l'escola

Les taxes d'alfabetització de les dones gairebé coincideixen amb les dels homes, amb el 97,4% de les dones que saben llegir, enfront del 97,6% dels homes (el 2015).
La legislació xilena obliga l'educació primària i secundària per a nens i nenes. El 2007, el Banc Mundial va declarar que els nivells de matriculació de nens i nenes a l'educació primària i secundària es trobaven en una «paritat virtual». L'educació de les dones a Xile és generalment superior a la dels països veïns.
A l'educació superior, a partir del 2002, les dones tenien índexs d'assistència similars als homes, amb dones amb un 47,5% d'assistència, contra homes amb un 52,5%.

## Ocupació

### Participació
Xile té una de les taxes d'ocupació femenina més baixes de tota Amèrica Llatina, però la participació de la mà d'obra femenina ha augmentat constantment al llarg dels anys. El 2016, la taxa d’ocupació de les dones era del 52%. Tot i que el 47,5% dels estudiants universitaris són dones, moltes segueixen optant per ser mestresses de la llar en lloc d'incorporar-se al mercat laboral. Un estudi del Banc Mundial del 2012 va mostrar que l'expansió de la llar d'infants pública no va tenir cap efecte sobre la participació de la força laboral femenina. El baix nombre de dones que entren al mercat laboral fa que Xile ocupi un lloc baix entre els països de classe mitjana-alta pel que fa a les dones en el mercat laborat malgrat una formació educativa superior. A Xile, les dones més pobres representen una part menor del mercat laboral. Un estudi del 2004 va mostrar que el 81,4% de les dones treballaven al sector serveis.

### Treball formal i informal
Les dones han marxat cada vegada més del treball domèstic no remunerat i van entrar als mercats laborals formals i informals remunerats. Moltes treballadores treballen al sector informal de Xile perquè la competència nacional per obtenir llocs de treball ha augmentat el nombre de llocs de treball poc qualificats. El 1998, el 44,8% de les dones en edat de treballar a Xile treballaven al sector informal, mentre que només el 32,9% dels homes treballaven de manera informal.

### Bretxa salarial
Per a feines que no requereixen estudis superiors, les dones guanyen un 20% menys de mitjana que els homes. Per als llocs de treball que requereixen un títol universitari, la bretxa salarial augmenta fins al 40%. Les dones sense estudis universitaris obtenen el 83% dels ingressos que obtenen els homes sense estudis universitaris. L’Enquesta Socioeconòmica Nacional del 2004 i l’informe del Banc Mundial del quadreni del 2004 indiquen que la bretxa global de renda de gènere se situa en el 33% (ja que les dones cobren el 67% dels salaris dels homes).

## Política

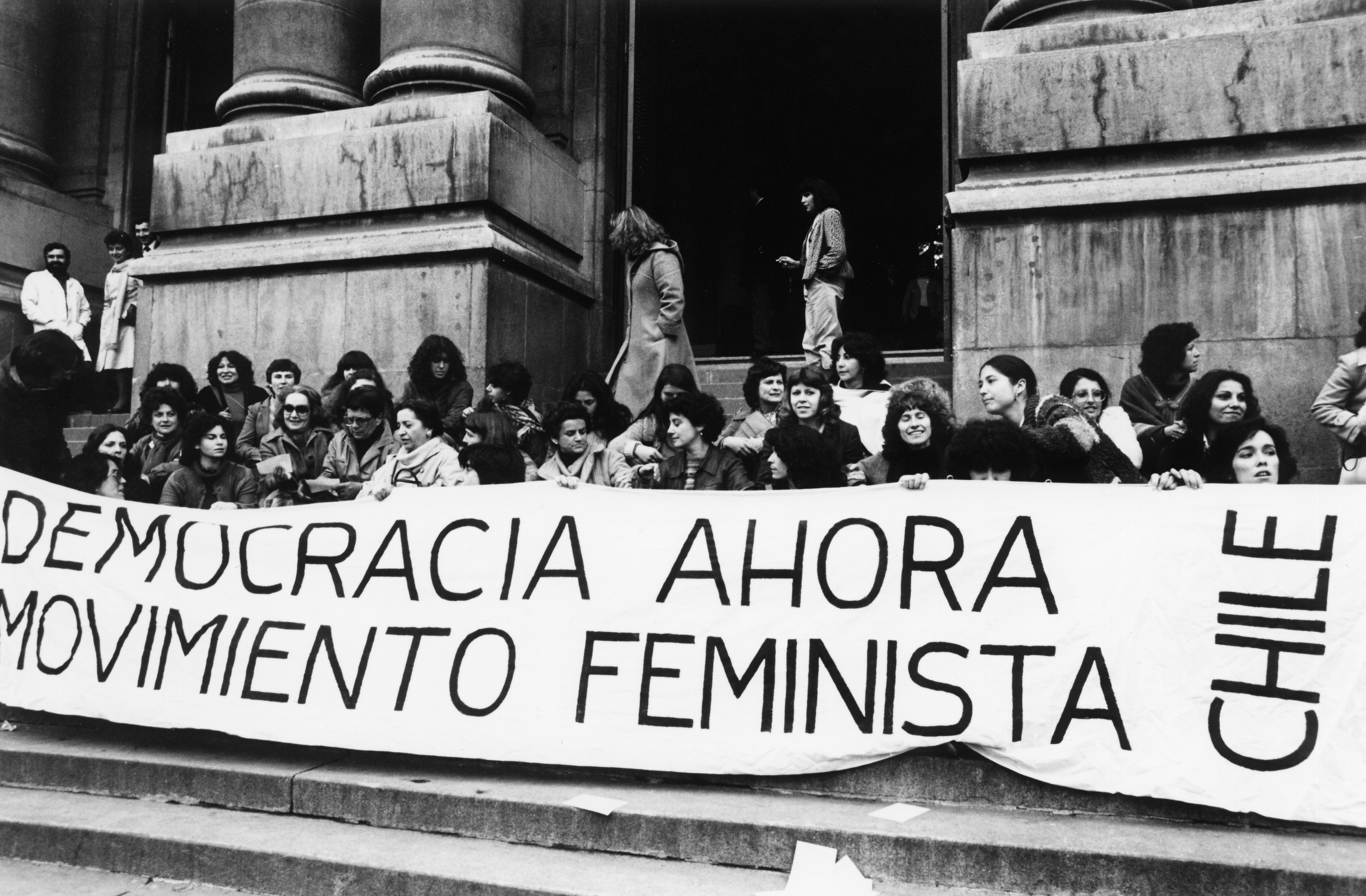
Les feministes xilenes reunides a Santiago de Xile durant el règim de Pinochet

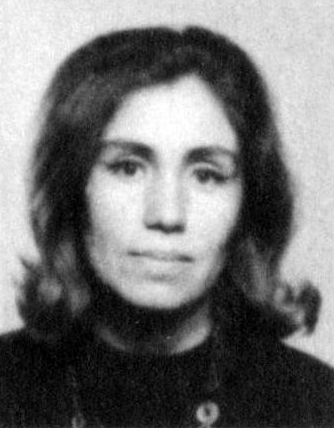
Gladys Marín (1941-2005), activista i figura política xilena. Va ser secretària general del Partit Comunista de Xile (PCCh) (1994-2002) i després presidenta del PCCh fins a la seva mort

### Participació de les dones a la política
Les dones no van participar en la política fins al 1934, quan van poder utilitzar per primera vegada el seu vot municipal. El vot municipal, i posteriorment nacional, va provocar que les dones s'impliquessin en la política més que abans, pressionant el govern i els partits polítics. Amb l’augment de la importància política de les dones, molts partits van establir seccions femenines de suport i van intentar perseguir els vots de les dones, tot i que passarien anys perquè els partits polítics consideressin realment les dones com a importants per a la política.
El 1r de desembre de 1971, milers de dones que estaven en contra del recentment elegit Salvador Allende van marxar per Santiago de Xile per protestar contra les polítiques governamentals i la visita de Fidel Castro a Xile. Aquesta marxa, coneguda com la Marxa de les olles i cassoles buides, va reunir a moltes dones conservadores i algunes liberals com a força de la política xilena, i el 1977 Augusto Pinochet va decretar el dia de la marxa com a «Dia Nacional de la Dona». Les dones també van fer sentir la seva veu a finals de la dècada del 1980, quan el 52% de l'electorat nacional era femení i el 51,2% de les dones van votar «NO» al plebiscit d'Augusto Pinochet. Es considera que les dones d’aquestes protestes populars han tingut un paper central en la creixent preocupació nacional amb la història de l’activisme polític femení.
A partir del 2006, Xile era inferior a vuit altres països llatinoamericans pel que fa a les dones en posicions polítiques. Amb només unes poques dones legisladores, mantenir l'atenció al tema dels drets de les dones és una tasca difícil, especialment al Senat, on hi ha menys representants femenines que a la Cambra de Diputats. A diferència de la veïna Argentina, on el 41,6% de la cambra de diputats argentina està formada per dones, només el 22,6% de la cambra baixa de Xile està formada per dones. Xile no té cap mandat governamental que exigeixi que les dones representin un percentatge determinat de candidats al partit. La representació política de les dones és baixa, però augmenta en molts partits polítics i hi ha un suport creixent a una llei de quotes sobre la representació de les dones. Els partits progressistes d’esquerres tenen una major obertura a la participació de les dones, evident a les quotes del Partit per la Democràcia i del Partit Socialista per a la representació de les dones com a candidades al càrrec intern del partit.
El 2009, les activistes van exigir als candidats a la presidència que desenvolupessin reformes que milloressin les condicions laborals de les dones. Les reformes van incloure la baixa de maternitat, horaris laborals flexibles i formació laboral. Amb l'objectiu de millorar les oportunitats laborals de les dones, l'expresidenta Michelle Bachelet va fer il·legal preguntar pel gènere a les sol·licituds de treball i que els empresaris exigissin que les empleades es fessin proves d'embaràs.

### La segona ona del feminisme
Després d’aquestes dones xilenes, la fase contemporània del feminisme es va construir a través del conflicte social entre socialisme i feminisme. El president elegit democràticament, Salvador Allende, va ser destituït l'11 de setembre de 1973 quan un cop militar va envair el seu palau, assassinant brutalment tots els funcionaris del govern de la Unitat Popular i provocant el debat del suïcidi d'Allende. Aquesta revolució «El camí xilè cap al socialisme» va acabar bruscament, revitalitzant la base del govern. Tanmateix, la fundació va ser corrompuda precipitadament pels valors patriarcals. La destacada sociòloga feminista Maria Elena Valenzuela va argumentar que l'estat militar es pot interpretar com l'expressió per excel·lència del patriarcat: «La Junta, amb un sentit molt clar dels seus interessos, ha entès que ha de reforçar la família tradicional i el paper dependent de les dones, que es redueix a la de la mare. La dictadura, que institucionalitza la desigualtat social, es basa en la desigualtat en la família». Aquestes desigualtats van començar a agitar les dones xilenes. Les dones van començar a formular grups que s'oposaven al domini patriarcal de l'esfera política.

### La presidència de Michelle Bachelet
Michelle Bachelet va ser la primera dona presidenta de Xile, qui va dirigir el país entre el 2006 i el 2010. Durant la seva presidència, Bachelet va augmentar el pressupost del Servei Nacional de la Dona (SERNAM) i va ajudar a la institució a obtenir finançament del Fons de desenvolupament per a les dones de les Nacions Unides. La seva administració va tenir un paper actiu en la promoció d'oportunitats i polítiques per a les dones i sobre elles, en la creació o millora de les lleis sobre l'atenció a la infància, la reforma de les pensions i la lactància materna. Durant la seva presidència, Bachelet va nomenar un gabinet que era un 50% femení.
Bachelet va ser la primera directora executiva de l'Entitat de l'ONU per la igualtat de gènere i l’apoderament de la dona.
L’11 de març de 2014 es va convertir en presidenta de Xile per segona vegada.

### Política
El Servei Nacional de la Dona (Servicio Nacional de la Mujer, SERNAM) ha notat que és més fàcil assolir que els polítics donin suport i aprovin programes de reducció de la pobresa dirigits a dones pobres que les propostes que desafien les relacions de gènere. Bona part de la legislació xilena sobre drets de les dones ha estat impulsada pel SERNAM: entre 1992 i 2010, SERNAM va introduir seixanta-quatre propostes legislatives per ampliar la igualtat jurídica de les dones.
Històricament, els partits progressistes d'esquerra han cridat més l'atenció sobre els drets de les dones. Tot i això, molts partits polítics recolzen de manera poc sincera l’agenda de les dones i el concepte d'igualtat de gènere, deixant en lloc de fer accions per part del SERNAM o d'organitzacions no governamentals.
Tot i que el SERNAM existeix per ajudar les dones, no hi ha cap clàusula de no-discriminació a la Constitució Política de la República de Xile.

## Organitzacions

### Organitzacions estatals

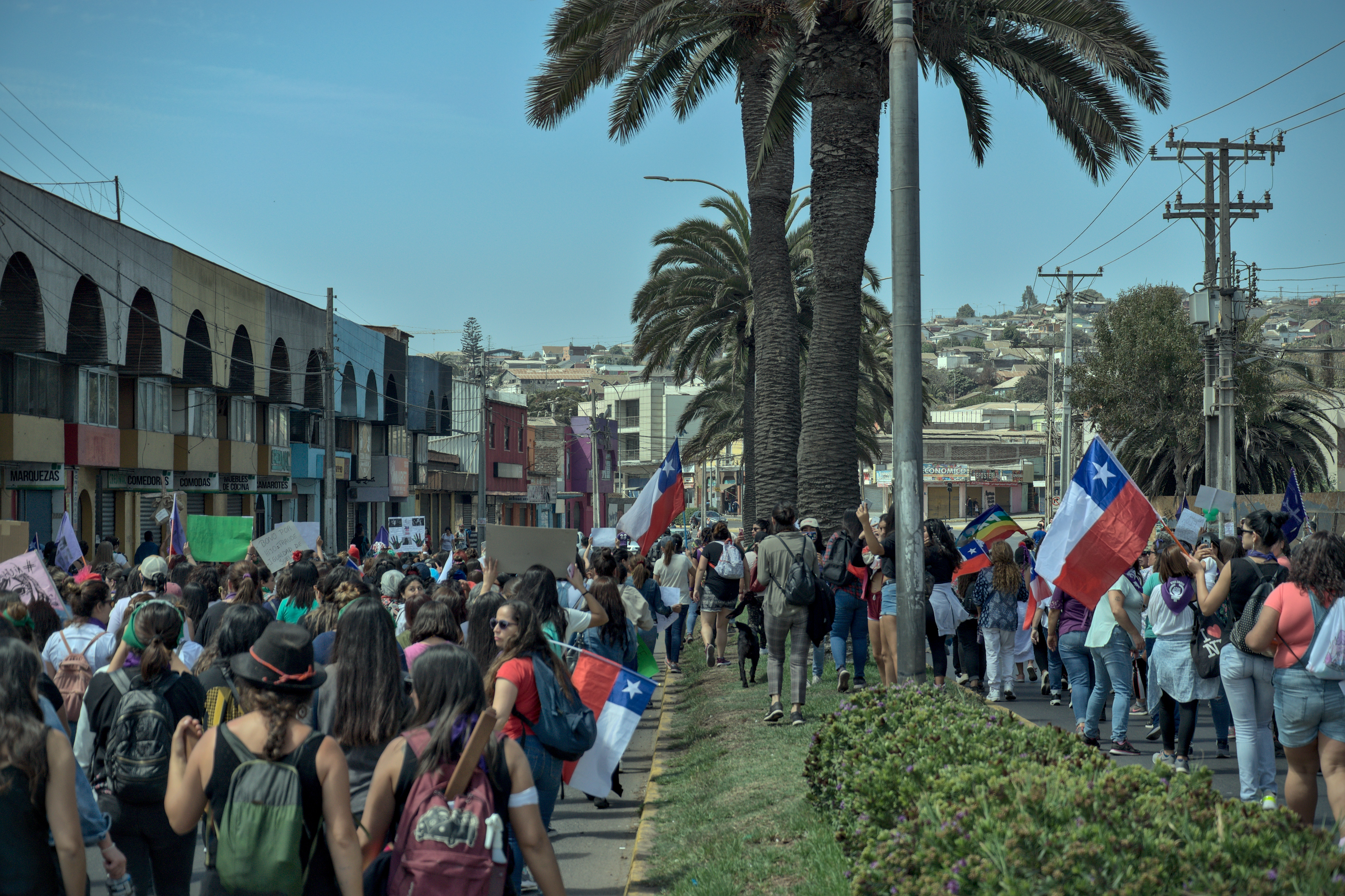
Marxa del Dia Internacional de les Dones a San Antonio, Xile

El Servei Nacional de la Dona (Servicio Nacional de la Mujer, SERNAM) és la institució política creada el 1991 que elabora lleis executives relatives als drets de les dones. El SERNAM ha establert un programa per ajudar les dones caps de família, un programa de prevenció de la violència contra les dones i una xarxa de centres d'informació que se centren en els problemes dels drets de les dones. La seva presència a Xile és important perquè va ser establerta per llei i forma part permanent de l'estructura estatal de Xile. Com a institució, tendeix a centrar gran part de la seva atenció en determinats segments de dones: dones de baixos ingressos i caps de família, dones treballadores temporals, prevenció de la violència domèstica i prevenció de l'embaràs en adolescents.
Una queixa habitual que té el SERNAM és que les principals designades no són dones vinculades a la comunitat feminista. La institució també té restriccions pel que fa a les polítiques relacionades amb les dones a causa de la seva relació amb l'Estat, com es va veure el 2000 quan el SERNAM va afavorir però no va donar suport explícit al projecte de llei per legalitzar el divorci, perquè estava sota la direcció del Partit Demòcrata Cristià. El 2002 se li va permetre finalment donar suport al projecte de llei.

### Recerca i activisme
Molts dels grups de dones de Xile funcionen fora de l’àmbit estatal.
Els centres d'investigació van començar a sorgir a finals del segle xx, inclosos el Centre d'Estudis de la Dona i La Morada. El Centre d’Estudis de la Dona és una organització sense ànim de lucre fundada el 1984 i que realitza investigacions, forma dones, té un programa de consultoria i intenta augmentar la participació política de les dones. La Morada és una altra organització sense ànim de lucre que treballa per expandir els drets de les dones mitjançant la implicació política, l'educació, la cultura i els esforços per erradicar la violència.

### Relacions internacionals
Xile va ratificar la Convenció de les Nacions Unides sobre l'eliminació de totes les formes de discriminació contra les dones el 1988, declarant internacionalment el seu suport als drets humans de les dones.
Una de les missions de Xile com a part de l'ONU és el compromís amb la democràcia, els drets humans i la perspectiva de gènere com a fonaments de l'acció multilateral.

## Delictes contra les dones

### Violència domèstica
La violència domèstica a Xile és un problema greu que afecta un gran percentatge de la població, especialment entre la població demogràfica amb ingressos més baixos. La Llei de violència intrafamiliar aprovada el 1994 va ser la primera mesura política per abordar la violència a la llar, però com que la llei no s'aprovaria sense ser acceptada per les dues parts, la llei era feble en la forma en què tractava la protecció i el càstig de les víctimes per als agressors. La llei es va reformar posteriorment el 2005.
Un estudi del SERNAM del 2004 va informar que el 50% de les dones casades a Xile havien sofert abús conjugal, el 34% va informar haver patit violència física i el 16% va informar d'abús psicològic.
Segons un altre estudi del 2004, el 90% de les dones de renda baixa a Xile experimenten algun tipus de violència domèstica.
A causa de l’alta prevalença de la violència domèstica, moltes dones xilenes l’accepten com a normal. La legalització del divorci el 2004 va obtenir l’aprovació de dones de tot el país, especialment de les preocupades per la violència domèstica, ja que les dones abans no podien escapar de relacions abusives a causa de les lleis de divorci.
Des de gener fins a novembre de 2005, es van denunciar als carabiners 76.000 casos de violència familiar; 67.913 van ser fetes per dones, 6.404 per homes i aproximadament 1.000 per nens.

### Violació
La violació, inclosa la violació del cònjuge, és un delicte criminal. Les sancions per violació oscil·len entre els 5 i els 15 anys de presó i, en general, el govern fa complir la llei. El 2004 es va canviar el Codi penal, de manera que l'edat per a la violació legal és de 14 anys; anteriorment era als 12 anys. La llei protegeix la privadesa i la seguretat de la persona que fa la denúncia. El 2006, de gener a novembre, la policia va rebre informes de 1.926 casos de violació, en comparació amb 2.451 casos de tot el 2005; els experts creien que la majoria dels casos de violació no es notifiquen. El Ministeri de Justícia i el PICH tenen diverses oficines específicament per proporcionar assessorament i assistència en casos de violació. Algunes ONG, com La Morada, ofereixen assessorament a les víctimes de violacions.

### Assetjament sexual
Una llei del 2005 contra l'assetjament sexual proporciona protecció i compensació econòmica a les víctimes i penalitza l’assetjament per part d’empresaris o companys de feina. La llei preveu una indemnització per acomiadament a qualsevol persona que dimiteixi per haver estat víctima d'assetjament sexual si ha treballat per a l'empresari durant almenys un any. Durant el 2005, la Direcció del Treball va rebre 244 denúncies per assetjament sexual, i el 2009 es van rebre 82 denúncies. La majoria de les queixes provenen de dones.

### Discriminació
Un estudi realitzat el 2005 per Corporación Humana i l'Institut d'Afers Públics de la Universitat de Xile va revelar que el 87% de les dones enquestades sentien que les dones patien discriminació. Segons l'enquesta, el 95% creia que les dones s'enfrontaven a la discriminació en el mercat laboral, el 67% consideraven discriminades en la política, el 61% consideraven que les dones eren discriminades pels mitjans de comunicació i el 54% a la família.

## Altres preocupacions

### Família
Avui dia, les dones més joves opten pel matrimoni i tenen menys fills que les seves predecessores. La taxa de fecunditat total al 2015 era de 1,82 nens / dones nascuts. Això és inferior a la taxa de reposició de 2,1, i també inferior a la d’anys anteriors. Un estudi del 2002 va informar que les dones urbanes tenien una mitjana de 2,1 fills per dona, i les dones que vivien a les zones rurals tenien més fills, una mitjana de 2,9. A partir de la dècada del 1990, tant les dones urbanes com les rurals tenien una mitjana de menys nens que abans. Per a les dones que tenen fills, després de les lleis sobre llars d'infants de l'expresidenta Michelle Bachelet, les llars d'infants que ofereixen serveis gratuïts són quatre vegades més nombrosos. Les mares lactants també tenen el dret legal d'alletar durant la jornada laboral.
Les dones tenen menys probabilitats de buscar divorcis i anul·lacions matrimonials.

### Salud i sexualitat
Les dones a Xile tenen una llarga esperança de vida i viuen una mitjana de 80,8 anys, uns sis anys més que els homes. L'educació sexual rarament s'ensenya a les escoles i és considerada «tabú» per moltes famílies xilenes. Els amics i la família solen ser la principal font d’educació sexual. El 1994, Xile va despenalitzar l'adulteri.

#### VIH / SIDA
La taxa de VIH/SIDA a Xile es va estimar el 2012 en el 0,4% dels adults de 15 a 49 anys. Tot i que els casos de VIH i SIDA en dones s'han estabilitzat internacionalment, Xile ha experimentat un augment de la infecció pel VIH/SIDA. Les creences socials sobre els rols tradicionals de les dones com a mares fan que les dones tinguin menys probabilitats d’utilitzar anticonceptius, cosa que augmenta l’oportunitat de patir malalties de transmissió sexual. Les dones xilenes també se senten subordinades als homes a causa d’aquests sistemes de creences tradicionals, cosa que fa que les dones tinguin menys possibilitats de negociar l’ús del preservatiu. El 2007, el 28% de les persones amb VIH/SIDA a Xile eren dones. El nombre de dones que viuen amb el VIH és inferior a les que tenen SIDA. Un estudi de Vivo Positivo va mostrar que el 85% de les dones que vivien amb el VIH/SIDA van informar que tenien poca o cap educació ni informació sobre el VIH/SIDA fins al diagnòstic.
Un estudi del 2004 va trobar que les dones xilenes amb VIH/SIDA eren susceptibles a l'esterilització forçosa. El 56% de les dones xilenes seropositives van informar que les treballadores de la salut les pressionaven per evitar l'embaràs amb l'esterilització. De les dones que van optar per ser esterilitzades, la meitat van ser obligades o persuadides a fer-ho. Les dones víctimes de violència domèstica corren un major risc de contraure el VIH i, el 2004, el 56% de les dones amb VIH i el 77% de les dones amb VIH/SIDA van ser víctimes de violència domèstica, abús sexual o violació abans del seu diagnòstic.

#### Avortament
Entre 1989 i 2017, Xile va tenir algunes de les lleis sobre avortament més estrictes del món, que van prohibir completament el procediment. La llei actual permet l'avortament si la vida de la mare està en perill, en cas de malformacions letals del fetus o en casos de violació.

## Algunes xilenes destacades

### Activistes
- Adriana Hoffmann
- Ana Figuero
- Carmen Gloria Quintana
- Ernestina Pérez Barahona
- Isabel Morel
- Juana Calfunao Paillaléf
- Julieta Kirkwood
- Katherine Salosny
- Marcela Del Sol
- María Soledad Cisternas
- Marta Salgado
- Patricia Verdugo
- Roxana Miranda
- Sara Larraín
- Sola Sierra

### Actrius
- Adriana Vacarezza
- Alexandra Castillo
- Alicia Ika
- Aline Küppenheim
- Amaya Forch
- Ana González Olea
- Andrea Velasco
- Antonia Santa María
- Bárbara Ruiz-Tagle
- Bélgica Castro
- Blanca Lewin
- Carmen Barros
- Carmina Riego
- Carolina Arregui
- Catalina Palacios
- Chela Bon
- Claudia Celedón
- Claudia Conserva
- Claudia di Girolamo
- Claudia Paz
- Coca Guazzini
- Daniela Castillo
- Daniella Tobar
- Delfina Guzmán
- Denise Rosenthal
- Elisa Zulueta
- Elvira Cristi
- Fernanda Urrejola
- Francisca Gavilán
- Francisca Imboden
- Francisca Merino
- Gloria Münchmeyer
- Hilda Anthony
- Hilda Sour
- Ignacia Allamand
- Javiera Díaz de Valdés
- Jocelyn Osorio
- Katherine Salosny
- Katty Kowaleczko
- Leonor Varela
- Liliana García
- Liliana Ross
- Lorenza Izzo
- Loreto Valenzuela
- Luz Valdivieso
- Maite Orsini
- Malú Gatica
- Malucha Pinto
- Manuela Martelli
- María Elena Swett
- María José Urzúa
- María Maluenda
- Maricarmen Arrigorriaga
- Miranda Bodenhöfer
- Mirella Latorre
- Mireya Véliz
- Mónica Godoy
- Myriam Palacios
- Nathalia Aragonese
- Nelly Meruane
- Nieves Yankovic
- Paola Lattus
- Paola Volpato
- Patricia López
- Paulina García
- Paulina Urrutia
- Paz Bascuñán
- Paz Yrarrázabal
- Sandra O'Ryan
- Shenda Román
- Sigrid Alegría
- Silvia Santelices
- Sonia Viveros
- Sussan Taunton
- Tamara Acosta
- Tanza Varela
- Valentina Vargas
- Violeta Vidaurre
- Ximena Abarca
- Ximena Huilipán
- Yamna Lobos
- Yoya Martínez

### Advocades
- Adriana Olguín
- Alejandra Krauss
- Carmen Hertz
- Carolina Goic
- Cecilia Medina
- Claudia Nogueira
- Elena Caffarena
- Fabiola Letelier
- Gael Yeomans
- Gloria Ana Chevesich
- Luz Bulnes
- María Soledad Cisternas
- Matilde Brandau
- Matilde Throup
- Mónica Madariaga
- Olga Feliú
- Pamela Pereira
- Patricia Pérez Goldberg
- Paulina Veloso
- Soledad Alvear
- Ximena Rincón

### Arquitectes
- Dora Riedel
- Glenda Kapstein Lomboy
- Joan MacDonald
- Monica Pidgeon
- Sonia Tschorne

### Artistes
- Agustina Gutiérrez Salazar
- Alejandra Ruddoff
- Ana Cortés
- Aurora Mira
- Catalina Bauer
- Catalina González
- Catalina Parra
- Cecilia Vicuña
- Celia Castro
- Christiane Pooley
- Claudia Aravena
- Emma Formas de Dávila
- Ester Cosani
- Eugenia Vargas
- Francisca Sutil
- Gabriela Roepke
- Gracia Barrios
- Herminia Arrate
- Janet Toro
- Laila Havilio
- Lily Garafulic
- Lotty Rosenfeld
- Luz de Viana
- Luz Donoso
- Magdalena Mira
- Marcela Donoso
- Mariana Matthews
- Marta Colvin
- Matilde Pérez
- Patricia Waller
- Rebeca Matte Bello
- Roser Bru
- Sybil Brintrup
- Sylvia Palacios Whitman
- Teresa Gazitúa
- Valeria Zalaquett
- Virginia Errázuriz
- Ximena Armas
- Ximena Morla Lynch
- Ximena Zomosa

### Ballarines
- Adriana Barrientos
- Carmen Beuchat
- Joan Jara
- Maura Rivera
- Nicole Moreno
- Violeta Zúñiga
- Viviana Guzmán
- Yamna Lobos

### Científiques
- Adriana Hoffmann
- Allison Göhler
- Carolina Villagrán
- Cecilia Hidalgo Tapia
- Dora Altbir
- Gloria Montenegro
- Isabel Behncke
- Ligia Gargallo
- Luisa Eugenia Navas
- María Catrileo
- Mary Kalin Arroyo
- Mélica Muñoz-Schick
- Millarca Valenzuela
- Teresa Torres
- Verónica Vallejos
- Wanda Quilho

### Comediants
- Adela Calderón
- Coca Guazzini
- Gloria Münchmeyer
- Helvecia Viera
- Jani Dueñas
- Javiera Contador
- Myriam Palacios
- Natalia Cuevas
- Rebeca Ghigliotto

### Diplomàtiques
- Amanda Labarca
- Gabriela Mistral
- Lucía Gevert Parada
- Maité Allamand
- María Eugenia Oyarzún
- María Maluenda
- Marta Maurás
- Soledad Alvear

### Directores de cinema
- Alicia Scherson
- Angelina Vásquez
- Bettina Perut
- Carmen Luz Parot
- Cecilia Barriga
- Cecilia Vicuña
- Dominga Sotomayor Castillo
- Ishtar Yasin Gutierrez
- Maite Alberdi
- Marcela Said
- Marialy Rivas
- Marilú Mallet
- Nieves Yankovic
- Valeria Sarmiento

### Editores
- Blanca Santa Cruz Ossa
- Henriette Morvan
- Irene Geis
- Isabel Morel
- Lucía Gevert Parada
- Paula Escobar
- Sara Hübner de Fresno
- Vera Zouroff

### Empresàries
- Anita Alvarado
- Emilia Díaz
- Ingrid Antonijevic
- Sara Braun
- Soledad Saieh

### Enginyeres comercials
- Barbarita Lara
- Camila Merino
- Magdalena Matte
- Margot Kahl
- María Eugenia Larraín
- María Ignacia Benítez

### Escriptores
- Adriana Valdés
- Alejandra Matus
- Alicia Galaz Vivar
- Alicia Morel
- Alicia Scherson
- Amanda Labarca
- Ana María del Río
- Andrea Jeftanovic
- Astrid Fugellie
- Carla Guelfenbein
- Carmela Jeria Gómez
- Carmen Arriagada
- Carmen Berenguer
- Carmen Marai
- Carmen Rodríguez
- Carola Saavedra
- Cecilia Vicuña
- Delia Domínguez
- Diamela Eltit
- Elena Caffarena
- Eliana Navarro
- Elisa Serrana
- Elvira Santa Cruz Ossa
- Emilia Díaz
- Ernestina Pérez Barahona
- Esther Valdés de Díaz
- Francisca Valenzuela
- Gabriela Bussenius
- Gabriela Etcheverry
- Gabriela Mistral
- Gabriela Roepke
- Gigia Talarico
- Inés Echeverría Bello
- Isabel Allende
- Isabel Gómez Muñoz
- Isabel Morel
- Lucia Bulnes de Vergara
- Luz de Viana
- Mabel Condemarín
- Magdalena Petit
- Marcela Del Sol
- Marcela Paz
- Marcela Serrano
- Margarita Aguirre
- Margarita Pisano
- María de la Cruz
- María Flora Yáñez
- María Larraín de Vicuña
- María Luisa Bombal
- María Mercedes Vial
- María Monvel
- María Olivia Mönckeberg
- Mariana Cox Méndez
- Mariela Griffor
- Marina Arrate
- Marjorie Agosín
- Marta Brunet
- Marta Salgado
- Martina Barros Borgoño
- Matilde Ladrón de Guevara
- Mercedes Marín del Solar
- Mercedes Valdivieso
- Mónica Echeverría
- Monica Pidgeon
- Neddiel Muñoz Millalonco
- Pía Barros
- Raquel Señoret
- Rosabetty Muñoz
- Rosario Orrego
- Sofía Eastman
- Soledad Fariña Vicuña
- Stella Corvalán
- Stella Díaz Varín
- Tadea de San Joaquín
- Teresa Gazitúa
- Teresa Wilms Montt
- Vera Zouroff
- Viviana Guzmán
- Winétt de Rokha
- Yolanda Montecinos

### Esportistes
- Alexa Guarachi
- Alison Maillard
- Ana María Arias
- Andrea Koch Benvenuto
- Anita Irarrázabal
- Anita Lizana
- Antonieta Galleguillos
- Aranza Villalón
- Barbara Barone
- Bárbara Castro
- Bárbara Gatica
- Beatriz Marinello
- Berna Carrasco
- Catalina Soto
- Cecilia Costa Melgar
- Daniela Anguita
- Daniela Guajardo
- Daniela López
- Daniela Seguel
- Denisse Ahumada
- Denisse van Lamoen
- Fernanda Aguirre
- Fernanda Brito
- Francisca Campos
- Giovanna Arbunic Castro
- Ivania Martinich
- Katherinne Wollermann
- Lilo Mund
- Macarena Benvenuto
- Macarena Miranda
- María Mailliard
- María-Alejandra Quezada
- Marlene Ahrens
- Melisa Miranda
- Nicole Perrot
- Noelle Barahona
- Paola Muñoz
- Patricia Demick
- Paula Cabezas
- Paulina Sepúlveda
- Paz Echeverria
- Simona Castro
- Stephanie Subercaseaux
- Valentina Castro
- Verena Vogt
- Yeny Contreras

### Metgesses
- Eloísa Díaz
- Ernestina Pérez Barahona
- Guo Mei
- Marisol Prado
- Michelle Bachelet
- Sheila Cassidy

### Models
- Adriana Barrientos
- Ana Luisa König
- Anahi Hormazabal
- Andrea Díaz
- Belén Montilla
- Camila Andrade
- Camila Recabarren
- Camila Stuardo
- Carolina de Moras
- Catalina Cáceres
- Catalina Vallejos
- Catalina Vera
- Cecilia Amenábar
- Cleo von Adelsheim
- Constanza Silva
- Daniella Campos
- Dominique Gallego
- Elvira Cristi
- Fernanda Sobarzo
- Gabriela Barros
- Hellen Toncio
- Ignacia Allamand
- Isabel Bawlitza
- Javiera Díaz de Valdés
- Jocelyn Osorio
- Kika Silva
- Leonor Varela
- Lorenza Izzo
- Macarena Mina
- Maite Orsini
- María Eugenia Larraín
- María Jesús Matthei
- Marie Ann Salas
- Nicole Moreno
- Pamela Díaz
- Paulina Mladinic
- Raquel Calderón
- Renata Ruiz
- Sofía Viacava
- Tanza Varela
- Tonka Tomicic
- Trinidad de la Noi
- Uranía Haltenhoff
- Vanessa Ceruti
- Ximena Huilipán

### Músiques
- Amaya Forch
- Ana Tijoux
- Andrea Tessa
- Antonia Santa María
- Bárbara Muñoz
- Bárbara Sepúlveda
- Camila Meza
- Carolina Mestrovic
- Carolina Nissen
- Catalina Palacios
- Cecilia Amenábar
- Cecilia Echenique
- Cecilia Pantoja
- Christell
- Clara Solovera
- Claudia Acuña
- Colombina Parra
- Daniela Aleuy
- Daniela Castillo
- Denise Rosenthal
- Denisse Malebrán
- Emperatriz Carvajal
- Ester Soré
- Francesca Ancarola
- Francisca Gavilán
- Francisca Valenzuela
- Gabriela Pizarro
- Isabel Parra
- Javiera Mena
- Javiera Parra
- K-Bust
- K-Réena
- Luciana Echeverría
- Magdalena Matthey
- Malú Gatica
- Margot Loyola
- María Eugenia Larraín
- María José Quintanilla
- Mon Laferte
- Monna Bell
- Myriam Hernández
- Natalia Contesse
- Natalia Cuevas
- Neddiel Muñoz Millalonco
- Palmenia Pizarro
- Paloma Mami
- Pascuala Ilabaca
- Patricia López
- Patricia Maldonado Aravena
- Paz Undurraga
- Raquel Calderón
- Silvia Urbina
- Tomasa del Real
- Violeta Parra
- Ximena Abarca

### Periodistes
- Alejandra Costamagna
- Bárbara Rebolledo
- Bettina Perut
- Blanca Tejos Muñoz
- Carmela Jeria Gómez
- Carmen Luz Parot
- Carmen Puelma
- Carolina Aguilera
- Diana Arón
- Diana Bolocco
- Elena Aldunate
- Elizabeth Subercaseaux
- Ena von Baer
- Erica Vexler
- Esther Valdés de Díaz
- Eva Gómez
- Graciela Romero
- Irene Geis
- Isabel Morel
- Ivette Vergara
- Julia Vial
- Karen Doggenweiler
- Karen Poniachik
- Lenka Franulic
- Lucia Bulnes de Vergara
- Lucía Gevert Parada
- Luisa Lynch
- Marcela Vacarezza
- María de la Cruz
- María Eugenia Oyarzún
- María Luisa Godoy
- María Olivia Mönckeberg
- María Romero Cordero
- Mariela Griffor
- Marina de Navasal
- Patricia Verdugo
- Paula Escobar
- Pilar Vergara
- Raquel Correa
- Rayén Araya
- Rosa González Román
- Rosario Orrego
- Rosario Ortiz
- Sara Hübner de Fresno
- Silvia Pinto
- Virginia Cox Balmaceda
- Yolanda Montecinos

### Polítiques
- Adriana Delpiano
- Adriana Olguín
- Alejandra Krauss
- Beatriz Allende
- Camila Merino
- Carmen Castillo Taucher
- Carolina Schmidt
- Carolina Tohá
- Catalina Parot
- Cecilia Pérez
- Claudia Pascual
- Constanza Valdés
- Elena Caffarena
- Ena von Baer
- Gloria Valerín Rodríguez
- Helia Molina
- Inés Enríquez Frödden
- Ingrid Antonijevic
- Karen Poniachik
- Laura Albornoz
- Magdalena Matte
- María Ignacia Benítez
- María Teresa del Canto
- Michelle Bachelet
- Mireya Baltra
- Mónica Jiménez
- Mónica Madariaga
- Mónica Zalaquett
- Morín Contreras
- Patricia Pérez Goldberg
- Paula Narváez
- Paulina Urrutia
- Paulina Veloso
- Raquel Argandoña
- Romy Schmidt
- Roxana Miranda
- Sara Larraín
- Soledad Alvear
- Sonia Tschorne
- Ximena Rincón
- Yasna Provoste

### Primeres Dames
- Ana Echazarreta
- Carmen Gana López
- Cecilia Morel
- Delfina de la Cruz
- Enriqueta Pinto
- Eulogia Echaurren
- Gertrudis Echenique
- Herminia Arrate
- Hortensia Bussi
- Isabel Riquelme
- Juana Rosa Aguirre
- Leonor Oyarzún
- Lucía Hiriart
- María del Carmen Sotomayor
- María Errázuriz
- Mariana de Aguirre
- Marta Larraechea
- Mercedes Fontecilla
- Nicolasa Valdés
- Rafaela Bezanilla
- Rosa Markmann
- Sara del Campo
- Teresa Larraín